# Liste civique (Italie)
Pour les articles homonymes, voir Liste civique.
Une liste civique (en italien lista civica ; le terme français liste civique est utilisé en Vallée d'Aoste, région officiellement bilingue français-italien) est une liste non-partisane présentée à une élection locale en Italie. Une liste civique n'a aucun lien officiel avec un parti politique national et fait campagne sur des problèmes locaux.

## Description
Le dictionnaire italien Garzanti décrit une liste civique comme « [une] liste électorale présentée aux élections administratives, autonome par rapport aux partis traditionnels, avec un programme qui vise à affronter et résoudre des problèmes locaux».
Les listes civiques sont répandues à l'échelle communale, mais peuvent également être présentes à l'échelle provinciale ou régionale.

## Source de traduction
- (it)/(en) Cet article est partiellement ou en totalité issu des articles intitulés en italien « Lista civica » (voir la liste des auteurs) et en anglais « Civic List (Italy) » (voir la liste des auteurs).